# Горский, Дмитрий Александрович
Дмитрий Александрович Горский (21 августа 1913, Луганск, Екатеринославская губерния — 24 сентября 1984, Москва) — советский конструктор авиационных вооружений, Герой Социалистического Труда.

## Биография
Окончил МАИ (1940).
Главный конструктор ММЗ им. А. Н. Туполева.
Решил сложнейшую задачу выхода грузов из боевого отсека сверхзвуковых ракетоносцев Ту-22М и Ту-160.
С 1967 года начальник подразделения вооружения (заместитель А. В. Надашкевича).
В 1970-е годы заместитель главного конструктора ОКБ  А. Н. Туполева.

## Награды и премии
- Герой Социалистического Труда (27.09.1976)
- орден Ленина (27.09.1976)
- орден Октябрьской Революции (26.04.1971)
- орден Отечественной войны 2-й степени (08.08.1947)
- орден Трудового Красного Знамени (12.07.1957)
- орден Красной Звезды (16.09.1945)
- медали
- Сталинская премия первой степени (1952) — за работу в области самолётостроения